# Paavo Yrjölä
Paavo Ilmari Yrjölä (Hämeenkyrö, 11 giugno 1902 – Hämeenkyrö, 11 febbraio 1980) è stato un multiplista finlandese, medaglia d'oro nella gara di decathlon ai Giochi olimpici di Amsterdam 1928.

## Carriera
Oltre all'oro di Amsterdam 1928, sempre nel decathlon ai Giochi olimpici, era stato 9º a Parigi 1924 e poi 6º a Los Angeles 1932.

## Palmarès
| Anno | Manifestazione  | Sede      | Evento    | Risultato | Punteggio |
| ---- | --------------- | --------- | --------- | --------- | --------- |
| 1928 | Giochi olimpici | Amsterdam | Decathlon | Oro       | 8.053,29  |